# Gadis Arivia
Gadis Arivia (Nova Delhi, 8 de setembro de 1964) é uma filósofa feminista, palestrante e ativista indonésia. Enquanto ensinava feminismo e filosofia na Universidade da Indonésia, Arivia fundou o Jurnal Perempuan, o primeiro jornal feminista da Indonésia, em 1996. Ela foi presa pelo governo de Suharto por protestar contra o regime em 1998.

## Biografia
Arivia nasceu em Nova Delhi, Índia, em 1964. Filha de um diplomata indonésio, ela passou a maior parte de sua infância no exterior; além de morar na Índia, ela também passou um tempo na Etiópia e na Hungria, onde estudou na Escola da Embaixada Britânica em Budapeste. Depois de algum tempo estudando na Indonésia, ela completou seus estudos do ensino médio em McLean, Virgínia.
Depois de concluir seus estudos do ensino médio, Arivia estudou francês em um programa de diploma na Universidade da Indonésia, concluindo depois uma licenciatura em filosofia na mesma universidade. Enquanto completava seus estudos de bacharelado, Arivia se interessou pelo feminismo. Ela leu vários trabalhos sobre o assunto, incluindo os escritos de sua professora, Toeti Heraty, bem como a antologia All the Women Are White, All the Blacks Are Men, But Some of Us Are Brave: Black Women's Studies, de Barbara Smith. Ela começou a lecionar na Universidade da Indonésia em 1991, e foi responsável pelo curso inaugural de Paradigmas Feministas antes de se matricular na EHESS, a Escola de Estudos Avançados em Ciências Sociais, em 1992.
Após seu retorno à Indonésia, Arivia retomou o ensino. Observando a dificuldade de encontrar materiais feministas na Indonésia e esperando promover os esforços de democratização e proteger os direitos das minorias, ela começou a trabalhar para estabelecer o primeiro jornal feminista do país. Ela fundou a Jurnal Perempuan Foundation em 1995, e o inaugural Jurnal Perempuan foi publicado no ano seguinte; A revista tinha fundos limitados para sua publicação e trabalhos sociais, e nos oito anos em que Arivia atuou como diretora da revista, ela não recebeu salário. Ela permanece no conselho de editores da revista.
Arivia ensinou filosofia contemporânea e teoria feminista na Faculdade de Humanidades da Universidade da Indonésia até 2017. Em 2018, ingressou no Colégio Montgomery, Takoma Park, Silver Spring, Maryland, como professora adjunta de sociologia e sociologia de gênero. Ela é casada com Richard Pollard, com quem tem dois filhos, Anisa Joyce Pollard e Benjamin Arif Pollard. Ela atualmente vive em Bethesda, Maryland.